# Pomnik Poległych i Pomordowanych w II wojnie światowej w Puławach
Pomnik Poległych i Pomordowanych w II wojnie światowej w Puławach – pomnik autorstwa Adama Prockiego upamiętniający ofiary II wojny światowej znajdujący się na cmentarzu wojennym przy ul. Piaskowej w Puławach. Pierwotnie praca zaprojektowana została na konkurs na Pomnik Bohaterów Warszawy, gdzie wzbudziła duże zainteresowanie. Według Ireny Grzesiuk-Olszewskiej projekt zwracał uwagę wielkim ładunkiem ekspresji przy zachowaniu spokojnej, wyciszonej formy. Ostatecznie do realizacji wybrano inną pracę, a rzeźba autorstwa Adama Prockiego stanęła w 1963 w Puławach. W roku 2012 pomnik przeszedł renowację.

## Wypowiedzi na temat pomnika
W związku z faktem, że praca zaprezentowana była w czasie wystawy projektów przygotowanych na konkurs na Pomnik Bohaterów Warszawy, zachowały się liczne komentarze na jego temat. Tak mówił o nim rzeźbiarz Franciszek Masiak:

To jest symbol walki i symbol muru, który trwa na stanowisku jak ranny żołnierz, pomimo otrzymanych ran nie daje za wygraną. Taki także symbol niezłomnej walki pokazany jest w pięknej rzeźbie kolegi Prockiego, przedstawiającej żołnierza bez nogi, który podnosi rękę z karabinem, dając dowód walki do ostatniego tchu.

Pracę pozytywnie ocenił również Stanisław Ledóchowski:

Powstaniec Adama Prockiego jest jak dotąd najlepszą rzeźbą figuralną konkursu… Proponuję: przystąpić do realizacji pierwszej wersji projektu Xawerego Dunikowskiego lub… rzeźby Adama Prockiego.

Także odsłonięcie pomnika w docelowym miejscu spotkało się z życzliwym przyjęciem:

Pomnik poległych to duży sukces artystyczny Adama Prockiego i zasługa mądrych gospodarzy Puław.